# Loobenfeldův rozpad
Loobenfeldův rozpad je desátý díl první řady amerického televizního seriálu Teorie velkého třesku. V této epizodě hostuje DJ Qualls. Režisérem epizody je Mark Cendrowski.

## Děj
Penny vzala záskok v muzikálu Rent a pozvala na toto představení Sheldona s Leonardem. Chvíli před tím ale oba slyšeli její pěvecké "umění" a lží se své účasti na tomto představení vyhnuli. Aby lež působila věrohodně, vymyslí si Sheldon neexistujícího bratrance Lea závislého na drogách, kterého v den představení musí navštívit. Jeho lest se mu natolik zalíbí, že přesvědčí kolegu z univerzity (a zároveň vystudovaného herce) Tobyho Loobenfelda, aby se u nich v roli bratrance ukázal a udělal tak situaci důvěryhodnější.
Penny navrhne Leonardovi, že mu pustí videozáznam z jejího vystoupení, což už "nemůže" odmítnout. Na konci epizody pak Penny flirtuje s "Leem".

## Obsazení
| Johnny Galecki | Leonard Hofstadter      |
| Jim Parsons    | Sheldon Cooper          |
| Kaley Cuoco    | Penny                   |
| Simon Helberg  | Howard Wolowitz         |
| Kunal Nayyar   | Raj Koothrappali        |
| DJ Qualls      | Toby Loobenfeld / "Leo" |